# Södra Aröd
Södra Aryd är en bebyggelse på sydvästra delen av halvön Aröd i norra delen i Kungälvs kommun i Västra Götalands län. Vid SCB:s ortsavgränsning 2020 klassades bebyggelsen som en småort.